# Aire-sur-l'Adour
Aire-sur-l'Adour este un oraș în Franța, în departamentul Landes, în regiunea Aquitania. 
1. ↑  répertoire géographique des communes, accesat în 26 octombrie 2015
2. ↑  dataset of postal codes in France, 1 octombrie 2018